# Gardenia chanii
Gardenia chanii là một loài thực vật có hoa trong họ Thiến thảo. Loài này được Y.W.Low mô tả khoa học đầu tiên năm 2007.